# Pastor croat
El pastor croat o Tornjak és una raça de gos pastor de muntanya nadiu de Croàcia i de Bòsnia i Hercegovina. Tor significa corral en bosnià i  croat.

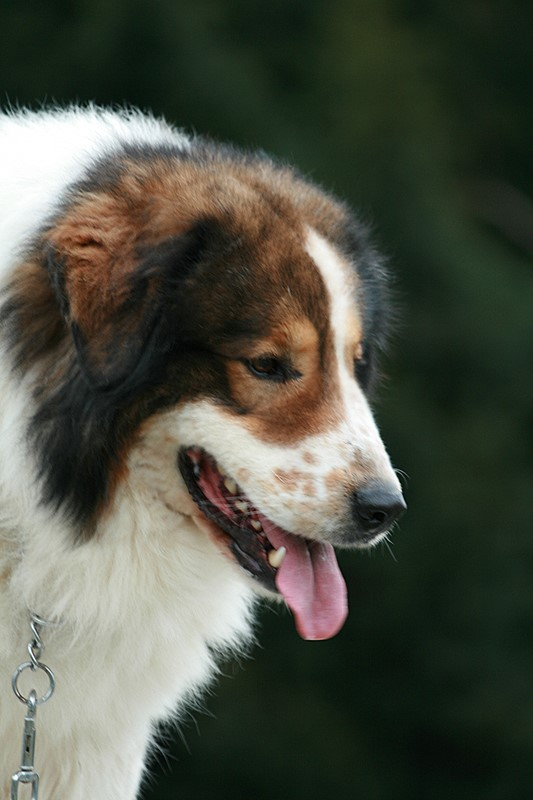
Pastor croat o Tornjak

## Característiques
El Tornjak és un gos de tipus gos molós, gran i fort, ben proporcionat i àgil. La forma del seu cos és gairebé quadrada. Els seus ossos no són lleugers, però tampoc especialment pesats ni gruixuts i el seu pelatge és llarg i dens, i protegeix al cos contra les males condicions ambientals en què s'ha criat tradicionalment. El cos d'aquest gos és fort i ben construït, amb moviments harmoniosos i amb una clara dignitat. La seva cua és peluda i va alçada com una bandera.
El Tornjak té una mirada clara, confiada, seriosa i calmada. En general el seu mantell és llarg però té el pèl curt a la cara i a les potes, a la part superior el pèl és llarg, gruixut i dur, és especialment llarg a la part més alta de la gropa, sobre les espatlles i al llom pot ser ondulat.
En el musell i en el front, fins a la línia imaginària que uneix les orelles, sobre els orelles i en les parts davanteres de les potes i els peus, el pèl és curt. És sobretot abundant al voltant del coll (com una cabellera), densa i llarga sobre les cuixes superiors (com bombatxos). El pelatge interior és a l'hivern llarg, gruixut i amb una agradable textura llanosa.

## Temperament
Generalment és un gos calmat, gens nerviós ni agressiu, es tracta d'un gos estoic, dur i robust. En un primer cop d'ull pot semblar un animal indiferent a l'entorn, però quan la situació ho necessita, és un gos vigilant i que alerta. D'altra banda, amb la família humana és molt emocional.

## F.C.I.
- Federació Cinològica Internacional: Grup Secció 2.2 #355 (Molosoides)